# Magnus Sheffield
	Magnus Bratli Sheffield (født 19. april 2002 i Pittsford) er en professionel cykelrytter fra USA, der er på kontrakt hos Ineos Grenadiers.

## Karriere
Fra 2018 til 2020 kørte Sheffield for det amerikanske juniorhold Hot Tubes Development Cycling Team. Fra starten af 2021 skiftede han til proteamet Rally Cycling, men fik allerede ophævet sin kontrakt i august samme år. Fra 1. januar 2022 skiftede han til britiske Ineos Grenadiers på en toårig kontrakt.
Den 18. februar 2022 kom første sejr som Ineos-rytter, da han vandt 3. etape af Vuelta a Andalucía. I april vandt han belgiske Brabantse Pijl.